# Hotel Liz
Das Hotel Liz ist ein Hotel im Zentrum der portugiesischen Hauptstadt Lissabon.

## Geschichte
Das Gebäude wurde 1924 ursprünglich als Stadtvilla für José de Sousa Brás errichtet. Der ausführende Architekt Manuel Joaquim Norte Júnior wurde dafür 1927 mit dem Prémio Valmor ausgezeichnet. Ab 1929 wurde das Haus als Pensão Tivoli geführt. 1989 wurde für das Gebäude die Unterschutzstellung eingeleitet.